# Galium lahulense
Galium lahulense là một loài thực vật có hoa trong họ Thiến thảo. Loài này được Ehrend. & Schönb.-Tem. mô tả khoa học đầu tiên năm 1987.